# Йозеф Криста
Йзеф Криста (чеськ. Josef Krysta; нар. 24 жовтня 1956, Чеський Тешин, Моравсько-Сілезький край) — чехословацький борець греко-римського стилю, срібний призер чемпіонату світу, срібний та дворазовий бронзовий призер чемпіонатів Європи, учасник двох Олімпійських ігор.

## Життєпис
Виступав за спортивний клуб «Baník Ostrava OKD» Острава. Шестиразовий чемпіон ЧССР 1977—1982.

## Спортивні результати на міжнародних змаганнях

### Виступи на Олімпіадах
| Змагання                    | Збірна         | Вагова категорія                 | Місце             |
| --------------------------- | -------------- | -------------------------------- | ----------------- |
| Літні Олімпійські ігри 1976 | Чехословаччина | греко-римська боротьба, до 57 кг | не вийшов з групи |
| Літні Олімпійські ігри 1980 | Чехословаччина | греко-римська боротьба, до 57 кг | 6                 |

### Виступи на Чемпіонатах світу
| Змагання                        | Збірна         | Вагова категорія                 | Місце  |
| ------------------------------- | -------------- | -------------------------------- | ------ |
| Чемпіонат світу з боротьби 1981 | Чехословаччина | греко-римська боротьба, до 57 кг | Срібло |
| Чемпіонат світу з боротьби 1983 | Чехословаччина | греко-римська боротьба, до 57 кг | 4      |

### Виступи на Чемпіонатах Європи
| Змагання                                      | Збірна         | Вагова категорія                 | Місце  |
| --------------------------------------------- | -------------- | -------------------------------- | ------ |
| Чемпіонат Європи з боротьби 1975              | Чехословаччина | греко-римська боротьба, до 57 кг | 5      |
| Чемпіонат Європи з боротьби 1976              | Чехословаччина | греко-римська боротьба, до 57 кг | Бронза |
| Чемпіонат Європи з боротьби 1978              | Чехословаччина | греко-римська боротьба, до 57 кг | 4      |
| Чемпіонат Європи з боротьби 1979              | Чехословаччина | греко-римська боротьба, до 57 кг | Бронза |
| Чемпіонат Європи з боротьби 1981              | Чехословаччина | греко-римська боротьба, до 57 кг | 7      |
| Чемпіонат Європи з боротьби 1982              | Чехословаччина | греко-римська боротьба, до 57 кг | Срібло |
| Чемпіонат Європи з боротьби 1983              | Чехословаччина | греко-римська боротьба, до 57 кг | 6      |
| Чемпіонат Європи з боротьби 1984              | Чехословаччина | греко-римська боротьба, до 57 кг | 7      |
| Чемпіонат Європи з боротьби серед молоді 1976 | Чехословаччина | греко-римська боротьба, до 57 кг | 6      |

### Виступи на змаганнях молодших вікових груп
| Змагання                                      | Збірна         | Вагова категорія                 | Місце |
| --------------------------------------------- | -------------- | -------------------------------- | ----- |
| Чемпіонат Європи з боротьби серед молоді 1976 | Чехословаччина | греко-римська боротьба, до 57 кг | 6     |